# Scalidognathus
Scalidognathus is een geslacht van spinnen uit de  familie van de Idiopidae (Valdeurspinnen).

## Soorten
- Scalidognathus montanus (Pocock, 1900)
- Scalidognathus nigriaraneus Sanap & Mirza, 2011
- Scalidognathus oreophilus Simon, 1892
- Scalidognathus radialis (O. Pickard-Cambridge, 1869)
- Scalidognathus seticeps Karsch, 1892
- Scalidognathus tigerinus Sanap & Mirza, 2011